# اپی‌کوندیل کناری بازو
اپی‌کوندیل طرفی بازو یک تکمه و برجستگی در ناحیه آرتج است که کمی خمیده به جلو و متصل به رباط ماهیچه برون‌گردان در ناحیه شعاعی مفصل آرنج است و دارای یک زردپی مشترک در منشأ ماهیچه برون‌گردان و برخی از ماهیچه‌های درازکننده متصل می‌شود. به‌طور ویژه، این ماهیچه‌های درازکننده شامل ماهیچه آرنجی از ماهیچه برون‌گردان، ماهیچه کوتاه بازکننده مچ به زند بالایی، ماهیچه بازکننده انگشتان دست، ماهیچه بازکننده انگشت کوچک دست و ماهیچه بازکننده مچ به زند پایینی هستند. در پرندگان، جایی که بازو در مقایسه با سایر چهاراندامان تا حدودی چرخانده شده‌است، از آن به عنوان اپی‌کوندیل پشتی استخوان بازو نام برده می‌شود. در آناتومی (کالبدشناسی) مقایسه‌ای گاهی اوقات از اصطلاح ectepicondyle بهره برده می‌شود.
یک آسیب معمول مرتبط با اپی‌کندیل طرفی استخوان بازو، اپی‌کندیلیت جانبی است که به عنوان آرنج تنیس‌بازان نیز شناخته می‌شود. استفاده بیش از حد از بازو، همان‌طور که در تنیس یا سایر ورزش‌ها دیده می‌شود، می‌تواند منجر به التهاب زردپی‌هایی شود که به ماهیچه‌های بازو در بخش خارجی و بیرونی آرنج می‌پیوندند. ماهیچه‌های بازو و زردپی‌ها در اثر استفاده بیش از حد آسیب می‌بینند. این امر منجر به درد و حساسیت در بخش خارجی آرنج می‌شود.

## نگارخانه

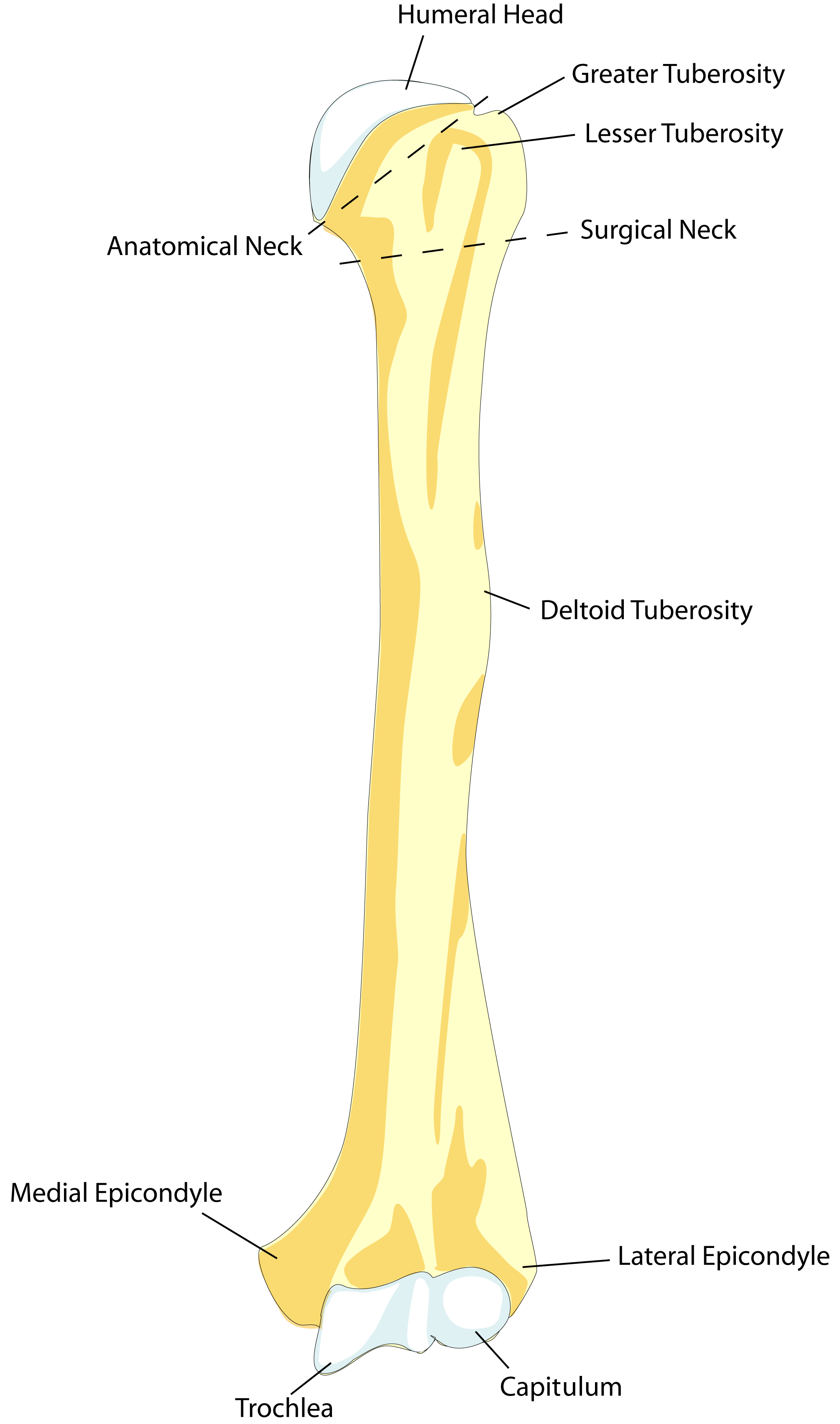
استخوان بازو از نمای قدامی
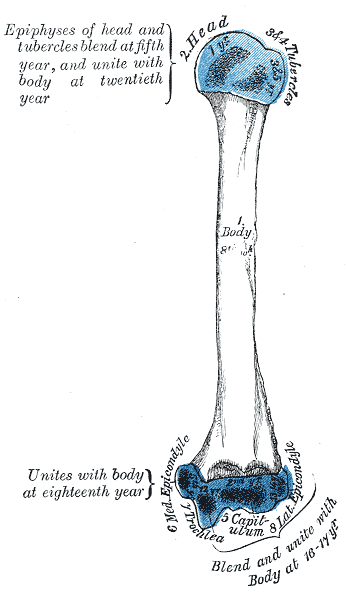
نمایی از استخوان‌بندی استخوان بازو
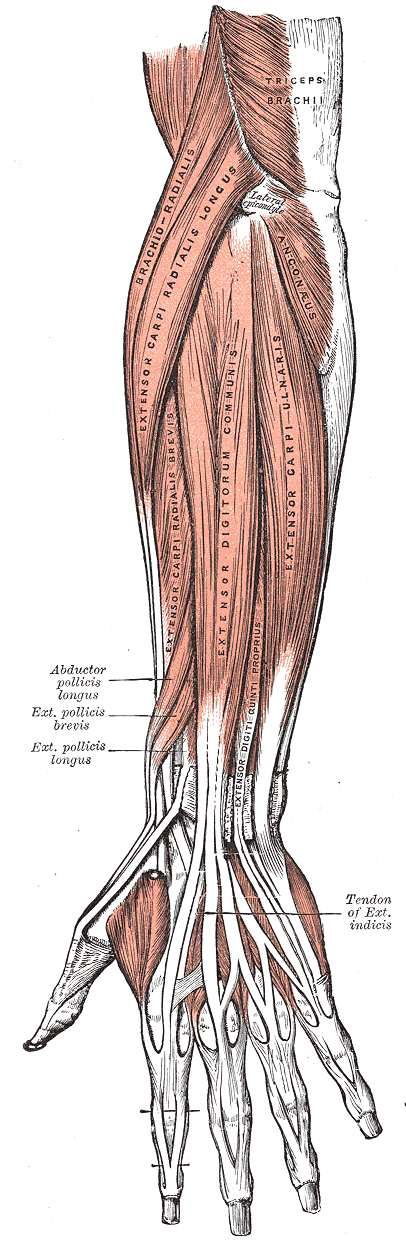
سطح خلفی بازو ماهیچه‌های سطحی
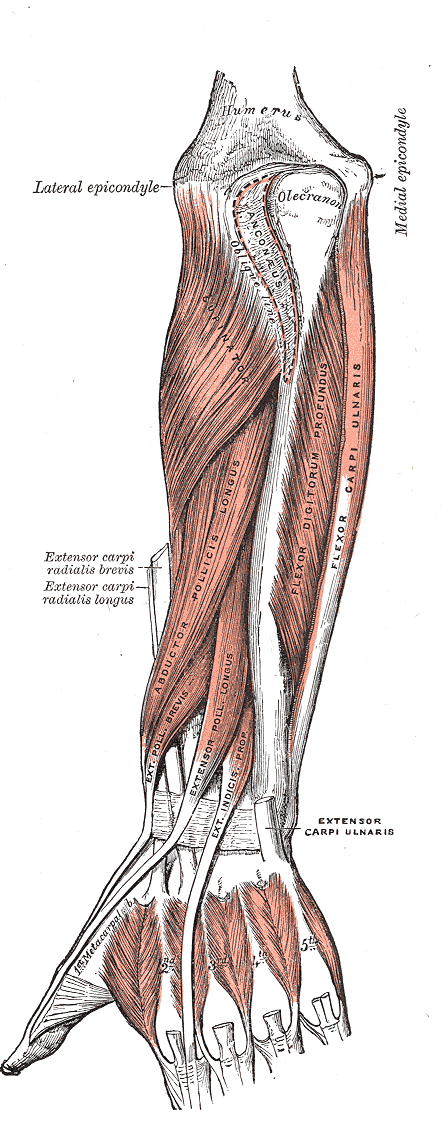
سطح خلفی بازو ماهیچه‌های عمیق